# Abrar Osman

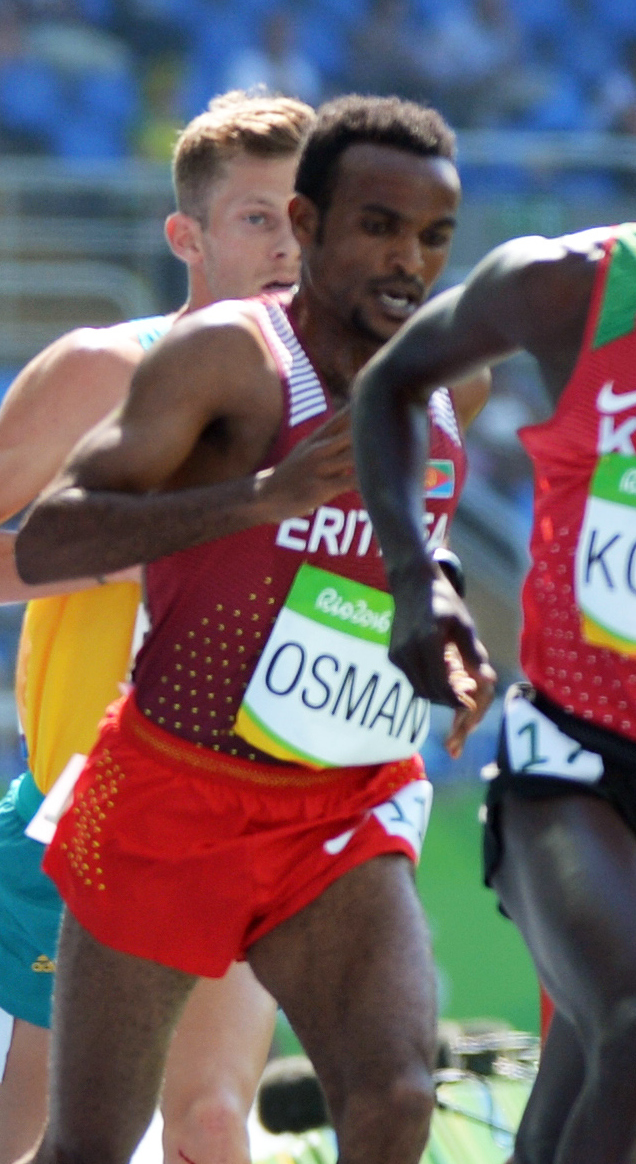
Abrar Osman

Abrar Osman (* 1. Januar 1994) ist ein eritreischer Langstreckenläufer.
Über 3000 Meter siegte er bei den Olympischen Jugend-Sommerspielen 2010 in Singapur  und gewann Bronze bei den Jugendweltmeisterschaften 2011 in Lille.
2012 holte er über 5000 Meter Silber bei den Juniorenweltmeisterschaften in Barcelona und schied bei den Olympischen Spielen in London im Vorlauf aus.
Im Jahr darauf belegte er bei den Crosslauf-Weltmeisterschaften 2013 in Bydgoszcz den 18. Platz und wurde Sechster beim Dam tot Damloop.
2014 gewann er über 5000 Meter Bronze bei den Afrikameisterschaften in Marrakesch. Beim Continentalcup in Marrakesch wurde er Sechster über 3000 Meter und bei der Corrida de Houilles Zweiter.
2015 kam er bei den Crosslauf-Weltmeisterschaften in Guiyang auf den 13. Platz. Bei den Weltmeisterschaften in Peking wurde er Sechster im 10.000-Meter-Bewerb und scheiterte über 5000 Meter in der Vorrunde, und bei den Afrikaspielen in Brazzaville wurde er Vierter über 5000 Meter.
Bei den Halbmarathon-Weltmeisterschaften 2016 in Cardiff belegte er in 1:00:58 Stunden den siebten Platz und gewann mit der eritreischen Mannschaft die Bronzemedaille in der Nationenwertung. Im selben Jahr wurde er bei den Olympischen Spielen in Rio de Janeiro Zehnter im 5000-Meter-Lauf.

## Persönliche Bestzeiten
- 3000 m: 7:39,70 min, 10. Mai 2013, Doha
- 5000 m: 13:04,12 min, 22. Mai 2016, Hengelo
- 10.000 m: 27:41,69 min, 13. Juni 2015, Leiden
- 10-km-Straßenlauf: 27:54 min, 29. November 2015, Neu-Delhi
- 10-Meilen-Straßenlauf: 46:36 min, 22. September 2013, Zaandam
- Halbmarathon: 1:00:39 h, 29. November 2015, Neu-Delhi